# Tjurta
Tjurta (georgiska: ჭურთა) är ett vattendrag i Georgien. Det ligger i den centrala delen av landet, 70 km norr om huvudstaden Tbilisi.